# Stefano Zarrella

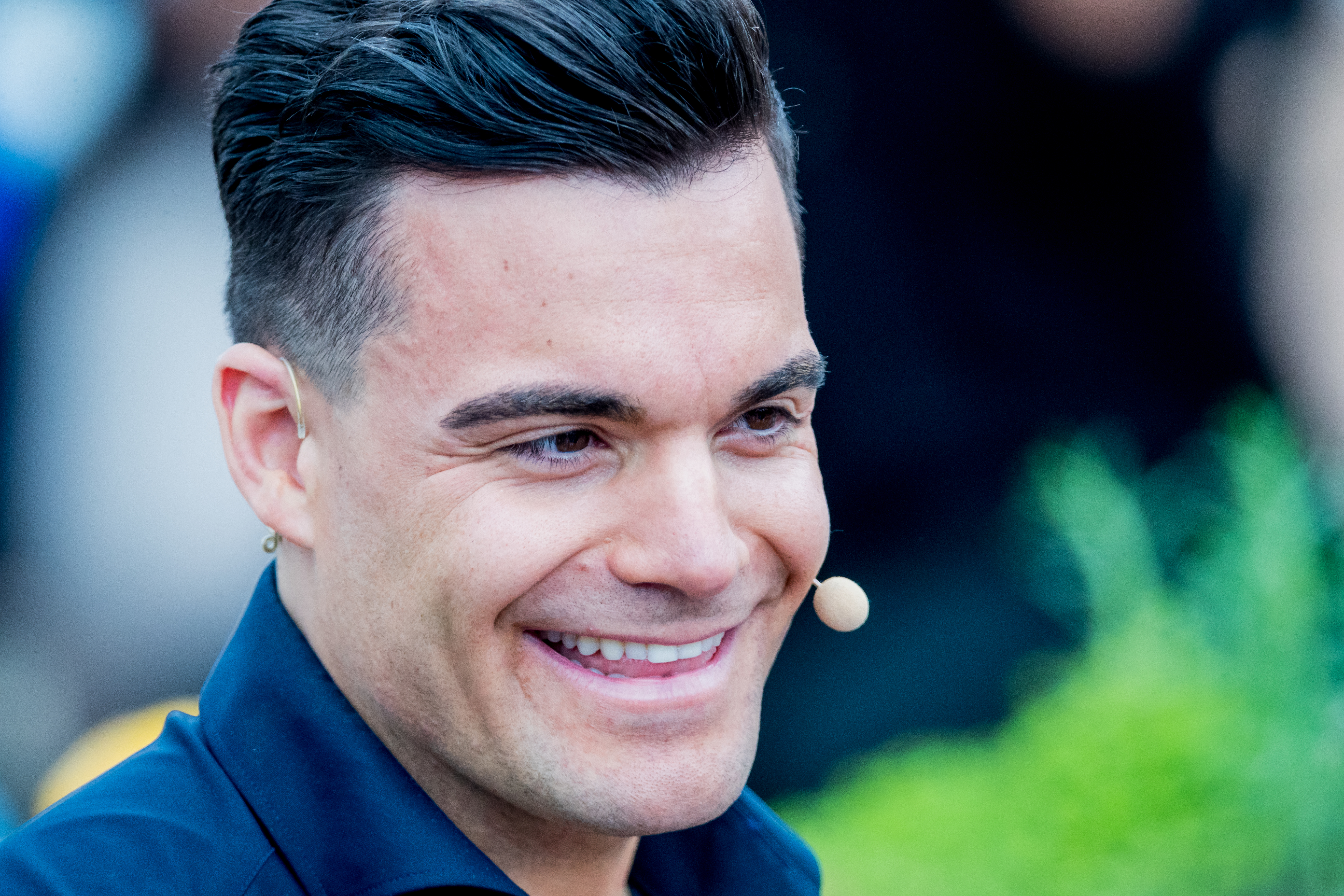
Stefano Zarrella (ZDF-Fernsehgarten in Mainz, 2023)

Stefano Zarrella (* 9. Dezember 1990 in Hechingen) ist ein deutsch-italienischer Influencer, Foodblogger und Kochbuchautor. Er ist der Bruder des Musikers und Fernsehmoderators Giovanni Zarrella.

## Leben
Stefano Zarrella wurde als drittes Kind von Clementina und Bruno Zarrella in Hechingen geboren, wo seine Eltern ein italienisches Restaurant betrieben. Er wuchs zweisprachig deutsch-italienisch auf und machte 2011 am Gymnasium Hechingen Abitur. Er lebt in Köln.
Zarrella betreibt seit 2012 einen Instagram-Kanal, wo er vor allem mit Koch-Videos erfolgreich ist. Dieser erreichte über 2,3 Millionen Follower (Stand Mitte 2025). Auch auf TikTok und YouTube ist Zarrella aktiv. Daneben betrieb er eine Influencer-Agentur und veranstaltete Events. Als Künstlermanager war er für den DSDS-Sieger Pietro Lombardi tätig.
In dem Trickfilm Luca (2021) lieh er der Figur „Ciccio“ seine Stimme.  Im Dezember 2022 wurde er Sieger bei der dritten TV total Autoball WM und hatte einen Gastauftritt in Folge 7025 der Daily-Soap Unter uns.
2023 veröffentlichte Zarrella sein erstes Kochbuch mit dem Titel Unglaublich lecker: 60 einfache Rezepte für jeden Tag. Es gelangte auf Platz 1 der Spiegel-Bestsellerliste. Im Mai 2023 vertrat er den TV-Koch Armin Roßmeier im ZDF-Fernsehgarten. Zudem spielte Zarrella in der Kino-Komödie Trauzeugen des Drehbuchautors Finn Christoph Stroeks mit, die im September 2023 Premiere feierte.
2024 nahm Stefano Zarrella an der 17. Staffel von Let's Dance teil. Zusammen mit der Profi-Tänzerin Mariia Maksina erreichte er den zehnten Platz. 2025 erhielt Zarrella bei Sat.1 sein erstes eigenes TV-Format, in dem er in vier Folgen in der Primetime mit Unterstützung des Ernährungswissenschaftlers Stephan Lück Fertigprodukte teste und diese in ihrem Geschmack verbesserte.

## Werke
- Unglaublich lecker. Community Editions, Köln 2023, ISBN 978-3-96096-224-3.
- Unglaublich schnell: 60 schnelle Rezepte für den Feierabend von Stefano Zarrella. Community Editions, Köln 2024, ISBN 978-3-96096-367-7.